# Maria Lúcia Araújo
Maria Lúcia Melo de Araújo (João Pessoa, 17 de abril de 1935) é uma contabilista, professora e política brasileira que foi deputada federal e primeira-dama do Acre como viúva do ex-governador José Augusto de Araújo.

## Biografia
Filha de Sebastião Lins de Melo e Lúcia Lins de Melo. Em 1954 concluiu o curso de técnico em contabilidade pelo Instituto Guanabara e em 1972 concluiu o curso de inglês na Cultura Inglesa. Em 1962 seu esposo, José Augusto de Araújo, foi o primeiro governador do Acre eleito diretamente e assim Maria Lúcia Araújo acumulou o posto de primeira-dama com a presidência da Legião Brasileira de Assistência (LBA) no estado e assim permaneceu até que seu marido foi cassado pelo Regime Militar de 1964 através do Ato Institucional Número Um.
Filiada ao MDB foi eleita deputada federal exercendo o mandato até ser cassada pelo Ato Institucional Número Cinco em 30 de setembro de 1969 ficando sem direitos políticos até a promulgação da Lei da Anistia em 1979 pelo presidente João Figueiredo filiando-se ao PMDB no ano seguinte. Presidente da Fundação do Bem-Estar Social do Acre no governo Nabor Júnior (1983-1986) e em 1986 foi eleita deputada federal e participou da Assembleia Nacional Constituinte que elaborou a Constituição de 1988, entretanto não se reelegeu em 1990.
Prima dos políticos Flaviano Melo e José Melo.